# WEB (Programmiersprache)
WEB ist eine von Donald Knuth entwickelte Programmiersprache. Sie soll die Idee des „literate programming“ umsetzen, dass Programmcode und Dokumentation in einer Datei enthalten sind.
Das WEB-System besteht im Wesentlichen aus zwei Programmen:
- tangle erzeugt eine Pascal-Datei aus der WEB-Quelldatei,
- weave erzeugt die Dokumentation als TeX-Datei.

WEB basiert auf Pascal. Es wurden auch Varianten entwickelt, die auf anderen Programmiersprachen aufsetzen. Dennoch blieb die Popularität von WEB stets gering.
Die Programme TeX und Metafont sind in WEB geschrieben.
Seit Anfang der 1990er Jahre existiert auch eine neuere Version von WEB namens CWEB, die in der Programmiersprache C geschrieben wurde.